# Anastasiya İbrahimli
Anastasiya İbrahimli (nacida como Anastasiya Shvabauer, 8 de diciembre de 1993) es una deportista azerbaiyana de origen kazajo que compitió en halterofilia. Ganó una medalla de plata en el Campeonato Europeo de Halterofilia de 2015, en la categoría de 69 kg.

## Palmarés internacional
| Campeonato Europeo | Campeonato Europeo | Campeonato Europeo | Campeonato Europeo |
| Año                | Lugar              | Medalla            | Categoría          |
| ------------------ | ------------------ | ------------------ | ------------------ |
| 2015               | Tiflis (Georgia)   | Medalla de plata   | 69 kg              |